# 京都激辛商店街
京都激辛商店街（きょうとげきからしょうてんがい）は、京都府向日市の仮想商店街。「激辛」を掲げて向日市の町おこしを図る。京都向日市激辛商店街とも言う。

## 概要
交通が便利であるために京都市や大阪市に人が流れ、集客に苦心した向日市の飲食店が2009年に発足させた仮想商店街で、激辛メニューによる町おこしを図ったものである。
「商店街」と称しているが、1か所に店舗が立ち並んでいるわけではなく、京都激辛商店街に入会した店舗の総称が「京都激辛商店街」となる。入会条件は、設立趣旨に賛同することと「激辛メニューを提供すること」。カレーやラーメン等「定番」の品目のみならず、和菓子や洋菓子などの店舗も加盟しており、各店舗で「激辛」に関する商品を販売する。また、食品に限らず、染み抜きをテーマにしたクリーニング店やトウガラシを販売する種苗店も参加し、サービスを提供する。
年間を通して各種イベントを行っており、2012年からは「激辛グルメ決定戦　KARA-1グランプリ」を主催している。「商店街」発足後に市内で「世界一辛い唐辛子」と称されるブート・ジョロキアの生産が行われるなどの展開を見せ、大手コンビニエンスストアとのコラボ商品の開発を行っている。向日市を訪れる年間観光客数は、2008年に3000人だったものが商店街発足の2009年に6万人に急増、2013年には19万4000人に達した。町おこしとして成功した事例とされている。
マスコットキャラクターは、トウガラシをモチーフにした「からっキー」（英語表記：Kalucky）。
テレビでは主に冒険チュートリアルで取り上げられたことがある

## 沿革
向日市では激辛商店街発足以前に特産品のタケノコを利用した町おこしが試みられたが、大きな成功は収められなかった。向日市と「激辛」との縁は特になかったが、「インパクトがあり、元気の出る食のイメージ」から、激辛メニューによる町おこしが図られることとなった。
2009年（平成21年）7月9日に発足。飲食店を中心に約20店舗で発足したが、加盟店が増加し2014年4月現在で36店舗。
京都激辛商店街のご当地グルメで開発された「ゆる辛丼」は辛いものが苦手な人でも食べられるようにしたメニューである。ゆる辛丼のマスコットキャラクターとして、ゆるからっキーがいる。
2014年7月より向日神社の協力のもと、大凶・凶が半数以上を占め辛辣なコメントのならぶ「辛口おみくじ」を作成、観光案内所などで販売している。また、2014年には山崎製パンとタイアップし、ランチパックシリーズに期間限定商品で発売している。
2019年発足10周年を記念してJR向日町駅を「からっキー」装飾を施した。

## KARA-1グランプリ
2012年以後、京都激辛商店街主催で「旨くて辛い料理」を競う「激辛グルメ日本一決定戦 KARA-1グランプリ」を開催して市外からの集客に成功している。2012年3月に開催された第1回「KARA-1グランプリ」には、8都府県から約50店舗が参加し、約2万人が来場した。第2回（2013年）には5万人が来場。
将来的には他地域との持ち回り開催を検討している。